# Miss France 1996
 (décembre 2021).
Si vous disposez d'ouvrages ou d'articles de référence ou si vous connaissez des sites web de qualité traitant du thème abordé ici, merci de compléter l'article en donnant les références utiles à sa vérifiabilité et en les liant à la section « Notes et références ».
Miss France 1996, 66e élection de Miss France, s'est déroulée le 16 décembre 1995 au Congrès du Grand Palais de Lille. L’émission est diffusée pour la première fois en direct sur TF1 et est présentée par Jean-Pierre Foucault, Geneviève de Fontenay et Xavier de Fontenay.
La gagnante Laure Belleville, Miss Pays de Savoie succède à Mélody Vilbert, Miss France 1995. Laure a représenté la France au concours de Miss Univers 1996 en mai 1996 où elle a fini 11e du concours, soit à une place du top 10.

## Classement final
| Résultats        | Candidates | Concours internationaux                     |
| ---------------- | --- | ------------------------------------------- |
| Miss France 1996 | - Miss Pays de Savoie - Laure Belleville | Non-classée à Miss Univers 1996 (11e place) |
| 1re dauphine     | - Miss Flandre - Caroline Cléry | Top 12 à Miss Europe 1996                   |
| 2e dauphine      | - Miss Côte d'Opale - Nancy Delettrez | Non-classée à Miss International 1996       |
| 3e dauphine      | - Miss Guadeloupe - Alicia Bausivoir |                                             |
| 4e dauphine      | - Miss Anjou - Séverine Deroualle | Non-classée à Miss Monde 1996               |
| Top 15           | - Miss Hainaut - Charlotte Verpraet (5e dauphine) - Miss Normandie - Estelle Celayeta (6e dauphine) - Miss Cévennes - Anne-Laure Bastide - Miss Charentes-Poitou - Stéphanie Loizeau - Miss Côte d'Azur - Sabine Winczewski - Miss Provence - Sarah Desage - Miss Touraine-Sologne - Ludivine Julio |                                             |

### Prix attribués
| Prix                                  | Candidates                              |
| ------------------------------------- | --------------------------------------- |
| Prix du Charme pétillant Raoul Collet | Miss Champagne-Ardenne - Cendrine Guyot |
| Prix de la Beauté                     | Miss Orléanais - Diane Le Sidaner       |
| Prix de la Sympathie                  | Miss Berry - Caroline de Vallois        |

## Ordre d'annonce des finalistes
| 1. Miss Touraine-Sologne 2. Miss Anjou 3. Miss Guadeloupe 4. Miss Provence 5. Miss Normandie 6. Miss Cévennes 7. Miss Flandre 8. Miss Charentes-Poitou 9. Miss Côte d'Opale 10. Miss Côte d'Azur 11. Miss Hainaut 12. Miss Pays de Savoie | 1. Miss Anjou 2. Miss Côte d'Opale 3. Miss Flandre 4. Miss Guadeloupe 5. Miss Pays de Savoie |

## Préparation
Pour le voyage de préparation les Miss se sont envolées pour l'Île de La Réunion et sont ensuite parties à Lille dans le Nord, pour les répétitions du prime. L'élection a lieu au Grand Palais de Lille,.

## Déroulement
C'est la première année que TF1 diffuse l'élection de Miss France (après 9 ans de diffusion sur France 3). C'est également la première année en 20 ans que la soirée se passe en dehors de l'Île-de-France.
Les candidates ouvrent la cérémonie en costume régional, puis est diffusé leur portrait par groupe de 15 candidates, entrecoupé par la présentation du jury et un tableau en robe. Les candidates défilent ensuite en maillot de bain. Les 12 demi-finalistes sont annoncées. Elles défilent en robe de soirée et sont interrogées par Jean-Pierre Foucault. Vient ensuite un 2e passage en maillot de bain, puis le top 5 est annoncé. Les cinq finalistes prennent par à un tableau portant des chapeaux de Jean Barthet, puis défilent une dernière fois en robe de soirée avant l'annonce des résultats.

## Jury
- Gilbert Bécaud, chanteur et président du jury
- Karen Cheryl, chanteuse, comédienne et animatrice de télévision
- Paul-Loup Sulitzer, écrivain
- Roger Zabel, journaliste
- Isabelle Da Silva, 4e Dauphine de Miss France 1994
- Jean-Philippe Lustyk, journaliste sportif
- François Diwo, journaliste
- Muriel Hermine, sportive de natation synchronisée, Miss Anjou 1981
- Isabelle Krumacker, Miss France 1973
- Alain Gossuin, mannequin d'origine belge.

## Candidates
| Région                      | Nom                      | Élue à                 | Résidence               |
| --------------------------- | ------------------------ | ---------------------- | ----------------------- |
| Miss Albigeois              | Audrey Mas               | Lisle-sur-Tarn         |                         |
| Miss Alsace                 | Céline Duffort           | Sundhouse              | Dossenheim-sur-Zinsel   |
| Miss Anjou                  | Séverine Deroualle       | Vern-d'Anjou           | Avrillé                 |
| Miss Aquitaine              | Christelle Riou          | Castillon-la-Bataille  | Pessac                  |
| Miss Auvergne               | Fanny Voisin             | Maurs                  | Mont-Dore               |
| Miss Berry                  | Caroline De Valois       | Déols                  | La Berthenoux           |
| Miss Bourgogne              | Patricia Fleury          | Chalon-sur-Saône       | L'Abergement-de-Cuisery |
| Miss Bretagne               | Violaine Turpin          | Lannion                | Trévé                   |
| Miss Camargue               | Sylviane Renaudeau       | Vergèze                |                         |
| Miss Cévennes               | Anne-Laure Bastide       | Ganges                 | Lespéron                |
| Miss Champagne-Ardenne      | Cendrine Guyot           | Aÿ-Champagne           | Jasseines               |
| Miss Charentes-Poitou       | Stéphanie Loizeau        | Saujon                 |                         |
| Miss Comminges              | Stéphanie Castex         | Saint-Gaudens          | Bagnères-de-Luchon      |
| Miss Corse                  | Karine Capparelli        | Porticcio              | Ajaccio                 |
| Miss Côte d'Azur            | Sabine Winczewski        | Nice                   | Nice                    |
| Miss Côte d'Opale           | Nancy Delettrez          | Le Touquet             | Bailleul                |
| Miss Flandre                | Caroline Cléry           | Leffrinckoucke         | Calais                  |
| Miss Franche-Comté          | Maryline Gogniat         | Morvillars             | Bavans                  |
| Miss Gascogne               | Sandrine Dubouil         | Lectoure               |                         |
| Miss Guadeloupe             | Alicia Bausivoir         | Saint-François         | Les Abymes              |
| Miss Hainaut                | Charlotte Verpraet       | Valenciennes           | Valenciennes            |
| Miss Île-de-France          | Christel Guignery        | Rungis                 |                         |
| Miss Languedoc              | Laurence Bergonnier      | Carnon                 |                         |
| Miss Limousin               | Sophie Picaud            | Limoges                |                         |
| Miss Lyon                   | Frédérique Collin        | Lyon                   | Corbas                  |
| Miss Lorraine               | Estelle Kuntz            | Toul                   | Manom                   |
| Miss Maine                  | Stéphanie Besnardeau     | Mamers                 | Malicorne               |
| Miss Martinique             | Valérie-Betty Villeronce | Fort-de-France         |                         |
| Miss Normandie              | Estelle Celayeta         | Avranches              | Autheuil-Authouillet    |
| Miss Orléanais              | Diane le Sidaner         | Montargis              | Baccon                  |
| Miss Paris                  | Marie-Laure Martinet     | Paris                  | Paris                   |
| Miss Pays d'Ain             | Stéphanie Pouchoy        | Oyonnax                | Misérieux               |
| Miss Pays de Loire          | Magali Hautbois          | Saint-Géréon           | Saint-Berthevin         |
| Miss Pays de Savoie         | Laure Belleville         | Annecy                 | Lathuile                |
| Miss Pays du Velay          | Véronique Joy            | Monistrol-sur-Loire    |                         |
| Miss Périgord               | Muriel Chamouleau        | Bergerac               | Nontron                 |
| Miss Picardie               | Virginie Bernaeert       | Saint-Quentin          |                         |
| Miss Provence               | Sarah Desage             | Manosque               | Sospel                  |
| Miss Quercy                 | Stéphanie Hardoin        | Cahors                 |                         |
| Miss Réunion                | Béatrice Drula           | Saint-Denis            | Saint-Pierre            |
| Miss Rhône-Alpes            | Karine Rouvière          | Le Péage-de-Roussillon |                         |
| Miss Rouergue               | Julie Perdiguès          | Marcillac-Vallon       | Capdenac                |
| Miss Saint-Étienne          | Karine Plazzer           | Saint-Étienne          | Saint-Étienne           |
| Miss Toulouse-Midi-Pyrénées | Ella Talaya              | Toulouse               | Toulouse                |
| Miss Touraine-Sologne       | Ludivine Julio           | Romorantin-Lanthenay   |                         |